# В присутствии клоуна
«В присутствии клоуна» (швед. Larmar och gör sig till) — телефильм шведского режиссёра Ингмара Бергмана, вышедший в 1997 году. Второе название — «Фигляр, шумящий на помосте».

## Сюжет
Действие происходит в середине 1920-х годов. Карл Окерблум, непризнанный изобретатель, забрасывающий патентные ведомства своими предложениями, после очередной неконтролируемой вспышки гнева находится в лечебнице. Там он знакомится с безумным профессором Фоглером. У Карла рождается гениальная идея первого в мире звукового фильма. Выйдя из больницы, он со своей невестой снимает фильм, однако крупные фирмы не проявляют к нему интереса. Поэтому ему приходится самостоятельно разъезжать по городам и весям, демонстрируя свой шедевр.

## Съемки
Фильм был снят для Sveriges Television по одноименной пьесе Бергмана 1994 года. В основу пьесы и фильма положены события жизни дяди Карла, описанного Бергманом в книге «Латерна Магика».

## В ролях
- Бёрье Альстедт — Карл Окерблум
- Мари Рикардсон — Паулина Тибо
- Эрланд Юзефсон — Освальд Фоглер
- Пернилла Аугуст — Карин Бергман
- Анита Бьорк — Анна Окерблум
- Гуннель Фред — Эмма Фоглер
- Петер Стормаре — Петрус Ландаль
- Бьёрк, Анна — Миа Фальк
- Экманнер, Агнета — клоун Ригмор
- Эндре, Лена — Марта Лундберг
- Кулле, Герти — сестра Стелла
- Линделл, Йохан – Йохан Эгерман
- Асплунд, Фольке – Фредрик Блом
- Ландгре, Инга — Альма Берглунд
- Нильссон, Альф – Стефан Ларссон